# SOS Snowbell
SOS Snowbell is een stripverhaal uit de Vierkleurenreeks van Suske en Wiske. Het is geschreven door Peter Van Gucht en getekend door Luc Morjaeu. Het album kwam uit op 13 maart 2018.

## Personages
- Suske, Wiske, Lambik, Jerom, tante Sidonia, Imelda Snipper, Amelie Snipper, John van Stiefrijke (Rosse John)[1], Big Snowbell, dorpelingen, stedelingen, bosgeest

## Locaties
- Huis van tante Sidonia, huis van Amelie Snipper, Canada

## Uitvindingen
- gyronef

## Verhaal
Tante Sidonia werkt bij een oudere dame, het valt haar op dat ze op het ene moment erg aardig is en daarna zonder reden juist kwaadaardig. De dame heeft erg veel boeken. Thuis aangekomen hoort ze van Suske, Wiske en Lambik dat er een gans tegen het raam is gevlogen tijdens een spelletje ganzenbord. Het blijkt neef Rosse John te zijn uit Canada. Hij vertelt dat Big Snowbell een toverboek las, het was ooit eigendom van de hoofdman van de Aleoeten uit Alaska. Slimme Valk zocht hulp in de strijd tussen de blanken en maakte van een boek een toverboek. Hiermee konden vijanden in dieren omgetoverd worden, maar het boek hield de zielen van de slachtoffers en werd steeds sterker. De bosgeest wilde nieuwe slachtoffers, nadat de blanken vrede hadden gesloten met de Aleoeten, maar werd opgeborgen. Snowbell kocht het boek en John las erin, waardoor hij in een gans veranderde. Big Snowbell ontdekte dat de bosgeest nu zelf spreuken kon uitspreken en het boek wilde John pas weer als mens terugtoveren, als ze hem hielp om een mens te worden. Snowbell hielp hem en alle mensen van het dorp zijn al in dieren omgetoverd. John vraagt de vrienden om hulp en tante Sidonia belt naar haar werkgever om te vertellen dat ze een tijdje vrij zal nemen.
De vrienden reizen met de gyronef naar Canada en zien de dierlijke inwoners. Ze gaan op zoek naar Snowbell en het boek. Er zijn ook twee beren op zoek naar Snowbell en het boek. Lambik ontdekt dat niet alle dieren betoverde mensen zijn en hij wordt door een lynx gegrepen. Later ziet hij twee politici vechten als elanden. 's Nachts laten de beren de paarden van de vrienden los en ze moeten te voet verder. Lambik kan hun auto onklaar maken, maar komt zelf bewusteloos in de rivier terecht. Inmiddels vinden John, Suske, Wiske en tante Sidonia het boek en Snowbell. Het boek belooft haar man weer mens te maken als Snowbell hem voor een keuze stelt, maar ze blijkt gefopt. Snowbell wordt zelf een vos en gaat achter haar man aan. Tante Sidonia schiet op het boek, maar komt in zijn macht. Ze neemt haar bril af, zodat ze de toverspreuken niet kan lezen. Dan blijkt dat mensen die de spreuken niet kunnen lezen in het boek terecht komen. Suske en Wiske worden dan bedreigd door de beren en het viertal gaat naar de stad om het boek te zoeken. Tante Sidonia ziet in het boek veel spreuken, maar zonder haar bril kan ze niks lezen. Dan ziet ze de hoofden van de personen die in dieren zijn omgetoverd. Ze gaat op zoek naar haar neef en kan met zijn bril wel lezen.
In de stad krijgt het boek veel mensen in zijn macht. Tante Sidonia ziet veel gezichten verschijnen in het boek. De beren bieden Suske en Wiske aan het boek aan en het boek is bijna menselijk geworden. De beren krijgen het boek in hun macht en willen de kinderen ombrengen, maar dan komt tante Sidonia tevoorschijn. Ze heeft een spreuk gelezen om te ontsnappen en weet een manier om het boek te overwinnen. Ze zetten het boek op een brandstapel, maar de beren voorkomen dat het verbrand. Ze raken zelf gewond en dan blijkt het Amelie te zijn die samen met haar zus naar Canada is gereisd. Ze vertelt dat haar zus voor veel problemen zorgt en al jaren bij haar in woont. Haar zus houdt van boeken en toen ze het verhaal van Sidonia hoorde, besloten ze dat ze het boek bij de collectie wilden voegen. Dan worden de zussen en tante Sidonia omgetoverd door het boek. Het lukt Suske en Wiske om het boek naar een vulkaan te lokken en met hulp van Lambik komt het in de lava terecht. De bosgeest gaat terug naar het bos en alle personen krijgen hun normale uiterlijk terug.